# Niphona pannosa
Niphona pannosa es una especie de escarabajo longicornio del género Niphona, tribu Pteropliini, subfamilia Lamiinae. Fue descrita científicamente por Pascoe en 1862.

## Descripción
Mide 16-21 milímetros de longitud.

## Distribución
Se distribuye por Camboya y Tailandia.